# ニコル・ド・サヴィニー
ニコル・ド・サヴィニー（Nicole de Savigny, baronne de Fontette et de Saint-Rémi, 1535年 - 1590年2月4日）は、ヴァロワ家統治期のフランスの貴族女性。フランス王アンリ2世の愛妾となった。

## 生涯
ロレーヌ地方のサイイ（Sailly）の領主ギヨーム・ド・サヴィニーの娘に生まれた。若くしてフォンテットおよびサン＝レミ男爵ジャン・ド・ヴィル（Jean de Ville）に嫁ぎ、1男1女をもうけた。息子のアンドレは父親の後を継ぎ、娘のエリザベートは尼僧となった。1552年に夫と死別し、わずか17歳で未亡人となる。フランス宮廷に出仕した後、1556年にアンリ2世王の目に留まって寵愛を受けるが、王は1年ほどで最愛の寵姫ディアーヌ・ド・ポワチエの元に戻っていった。
ニコルはアンリ2世との間の息子アンリ・ド・サン＝レミ（1557年 - 1621年）を出産した。しかしアンリ2世はニコルの産んだ子の父親が本当に自分がどうか疑っており、この子を認知しなかった。このアンリ・ド・サン＝レミの6代目の子孫の1人が、1785年に起きた首飾り事件の首謀者、ラ・モット伯爵夫人ことジャンヌ・ド・サン＝レミである。
王の寵愛を失った後、ニコルは息子アンドレの住むフォンテット城に帰った。アンドレが子供を遺さないまま死ぬと、母親のニコルが男爵家の財産を相続し、「フォンテットの奥方（dame de Fontette, Noyer, Beauvoir, Charmay et Chastellier）」と呼ばれた。ニコルは田舎に戻った後も色恋沙汰に事欠かず、問題を起こした。恋人の1人だったブザンソン大司教クロード・ド・ラ・ボーヌが結婚の約束を破ったとして、教会に告訴したのである。この訴えは1567年12月、ローマ控訴院（Roman Rota）において棄却された。
ニコルは死ぬ1月前の1590年1月12日付の遺書において、アンリ2世本人は疑っていたにもかかわらず、アンリ・ド・サン＝レミを王の落胤として扱ってほしいと書き残した。1558年のアンリ2世との約束に基づき、ニコルは1577年2月にアンリ3世王からアンリ・ド・サン＝レミの結婚のための持参金として3万エキュを受け取っている。